# 도이체 방크
도이체 방크(독일어: Deutsche Bank)은 1870년에 설립된 독일의 주요 상업은행이자 세계적인 투자은행이다. 본사는 독일 프랑크푸르트의 도이체 방크 호흐하우스에 위치하고 있다. 70여 국가에 십만 명이 넘는 직원을 두고 있으며 유럽, 아메리카, 아시아 등 전 세계 시장에서 기업 활동을 수행하고 있다. 2018년에는 시장 점유율 21%를 차지하며 세계 최대의 외환 딜러였다.
도이체 방크는 프랑크푸르트 증권 거래소(FWB)와 뉴욕증권거래소(NYSE)에 상장되어 있다.

## 주요 업무
기관 및 개인과 기업 고객에 금융 상품과 서비스를 제공한다. 제공하는 서비스로는 세일즈, 트레이딩, 인수합병과 더불어 파생상품, 기업재무관리, 소매금융 등의 위험관리상품이 있다.

## 지점 현황
도이체 방크는 독일 내에 1,200개가 넘는 지점을 운영하고 있으며, 해외에는 런던, 뉴욕, 싱가포르, 홍콩, 도쿄, 파리, 모스크바, 시드니, 토론토, 자카르타, 이스탄불, 마드리드, 더블린, 암스테르담, 바르샤바, 뭄바이, 쿠알라룸푸르, 상파울루, 두바이, 리야드, 방콕, 카라치, 베오그라드, 마닐라, 조지타운 등의 주요 금융 중심지에 지점을 갖고 있다.

## 역사

### 설립(1870)~ 1차 세계대전 이전(1919)
도이체 방크는 해외무역에 특화된 은행으로 1870년 베를린에서 설립되었다. 은행의 규정은 1870년 1월 22일에 만들어졌고, 그 해 3월 10일에 프로이센 정부로부터 은행 자격을 승인 받았다. 그 규정은 해외사업에 중점을 두고 만들어졌다.
회사의 목표는 모든 분야의 금융을 거래하는 것으로, 특히 독일 및 다른 유럽 국가들과 해외 시장들 간의 무역 관계를 촉진하고 편의를 꾀하는 데 있다.
두 명의 설립자는 Georg Siemens와 L. Bamberger이다. 도이체 방크의 설립 이전까지 독일 수입업자들과 수출업자들은 세계시장에 있는 미국과 프랑스 금융기관에 의존하고 있었다. 그로 인해 독일 주화는 국제 시장에서 거의 알려지지 않았고, 일반적으로 선호되지 않아 미국이나 프랑스 주화에 비해 높은 할인율을 적용 받는 등 불이익을 받았다.
도이체 방크의 첫 번째 국내 지점은 각각 1871년과 1872년에 브레멘과 함부르크에서 개점되었다. 그들의 첫 번째 해외 진출도 곧 찾아왔는데, 1872년에는 상하이에서, 이듬해인 1873년에는 런던에서 지점을 개점하였다. 특히 런던 지점은 당시 세계 경제의 중심에서 독일 무역을 위한 신용 성립의 의미에서 매우 필요한 것이었다.
도이체 방크 초기의 주요 사업들로, 1888년 미국의 북태평양 철도사업(Northern Pacific Railroad)과 이라크 바그다드의 철도사업(Baghdad Railway)이 있다. 독일에서는 철강회사인 크루프(Krupp)에 투자하였고, 화학회사인 바이엘(Bayer)을 베를린 주식 시장에 진출시켰다.
1890년대 후반, 도이체 방크는 새로운 확장 국면에 접어들었다. 독일의 주요 산업 지역에 침투하면서 지역의 대형 은행들과 협정을 맺었으며, 1886년에 프랑크푸르트 지점, 1892년에 뮌헨 지점, 1901년에 드레스덴과 라이프치히 지점을 설립하면서 국내 지점 수를 증가시켜 나갔다.

### 1차 세계대전 후(1919)~ 2차 세계대전 전(1933)
당면한 전후 시기는 청산의 시간이었다. 대부분의 해외 자산을 잃은 도이체 방크는 다른 보유 자산을 매각하고 기존에 강세였던 사업들을 지탱하는 데 많은 에너지를 쏟아 부었다. 하지만 향후 중대한 영향을 끼친 새 사업들도 있었다. 도이체 방크는 필름 제작 회사 UFA의 설립과 다임러와 벤츠사의 합병에 중요한 역할을 했다.
도이체 방크는 금융산업 집중화의 일환으로 1929년에 오랜 역사를 가진 경쟁은행인 디스콘토은행을 비롯하여 다른 지역은행들과의 합병을 통해 도이체 방크 운트 디스콘토게젤샤프트(Deutsche Bank und DiscontoGesellschaft)를 설립하였다. 이는 독일 금융 역사상 가장 대규모의 합병이었다. 합병의 이유는 비용 상승과 당시 산업 전반의 집중을 선호하는 트렌드 때문이었다. 이 합병은 당시 세계 대공황에 대응할 수 있는 적정 시기에 이루어졌다. 1937년에 회사는 다시 이름을 도이체 방크로 변경하였다.

### 2차 세계대전 중(1933~1945)
히틀러가 나치 정권을 열며 권력을 잡고 난 이후, 도이체 방크는 1933년에 3명의 유태인 이사들을 해임하였다. 또한, 1938년 11월까지 유태인 소유의 363개 사업체를 인도유럽어족의 아리안 계열로 강제 전환시켰다. 도이체 방크는 동유럽 점령 기간 동안 독일의 손아귀에 떨어진 다른 은행들을 운영하였다. 그들은 또한 독일의 비밀경찰인 게슈타포의 자금 운영기관 역할을 했으며, 아우슈비츠 수용소를 짓는 자금을 제공하기도 했다.
도이체 방크는 1999년 2월에 아우슈비츠에 연관되었음을 밝혔고, 같은 해 12월에 다른 독일의 주요 회사들과 함께 유대인 대학살 생존자들에 의한 고소로 미국에 대한 52억 달러 배상 기금에 기여하게 되었다.

### 2차 세계대전 이후
독일의 패전 후, 1948년 연합군 정부는 도이체 방크는 10개의 독립된 지역은행으로 분리할 것을 명령하였다. 그러나 냉전으로 인해 서독의 경제성장과 경제협력이 좀 더 절실해지자, 서독의 경제력 강화에 대한 북대서양조약기구(NATO)의 반대는 차츰 약해졌다. 1952년에 이르러 10개의 은행은 3개의 주요 은행으로 통합되었다(노르드 도이체 방크, 쥐드 도이체 방크, 라이니쉬 베스트펠리셰 방크). 이후 1957년 이 세 은행은 프랑크푸르트에 본사를 둔 도이체 방크로 재통합되었다.
1959년 은행은 소규모 개인 대출을 도입하며 소매금융업을 시작하였다. 1970년대에는 밀라노(1977), 모스크바, 런던, 파리, 도쿄와 같은 새로운 지역에 지점을 설립하며 국제적 확장을 추진하였으며, 1980년대에도 이 흐름은 계속되어 1986년 6억 3백만 달러를 지불하고 뱅크 오브 아메리카의 이탈리아 자회사인 Banca d’America e d’Italia를 인수하였다. 이 인수는 도이체 방크가 다른 유럽 국가에서 처음으로 상당한 규모의 지사 네트워크를 획득한 사례로 대표된다.
1989년 투자은행으로서의 입지를 다지기 위한 첫 단계로 영국 기반의 투자은행인 Morgan, Grenfell & Co.를 인수하였다. 1999년에는 미국 기업인 Bankers Trust도 인수하였다.
도이체 방크는 1993년 방카 포포라레 디 노바라(Banca Popolare di Novara)로부터 방카 포포라레 디 레꼬(Banca Popolare di Lecco)를 약 4억 7천 6백만 달러에 인수함으로써 이탈리아에서의 입지도 강화하였다.

### 2000년대
2001년 10월 도이체 방크는 뉴욕증권거래소에 이름을 올렸다. 9.11 테러로 인한 거래 중지 이후 첫 상장사였다. 그 다음해에 도이체 방크는 스커더 인베스트먼트(Scudder Investments)를 인수함으로써 미국에서의 입지를 강화시켰다. 한편, 유럽에서는 루드 블래스 앤 씨(Rued Blass & Cie)(2002)와 러시아 투자은행인 유나이티드 파이낸셜 그룹(United Financial Group)(2006)을 인수하면서 개인금융사업을 확장시켰다. 독일에서는 노리스은행, 베를린은행, 도이치 포스트뱅크의 추가적 인수가 도이체 방크의 자국시장에서의 소액금융업을 강화시켰다.
회사의 본부인 도이체 방크 호흐하우스는 2007년 광범위한 보수작업에 들어갔다. 보수작업은 대략 3년이 걸렸고, 보수된 건물은 LEED 플래티넘 등급과 DGNB 골드 등급을 받았다.

### 2010년대
2011년 7월 26일, 2분기 실적 보고와 함께, 2012년부터 요제프 아커만을 대신하여 안슈만 자인과 유르겐 핏첸이 공동 CEO로 선임되었다고 발표하였다. 독일 기업으로서의 뿌리를 도외시하고 공격적인 활동들을 확장하는데 불안감을 느낀 감사회가 공동 CEO 모델을 택하게 된 것이다.
하지만 그 후에도 도이체 방크는 방만한 경영으로 위기를 초래하였다. 2019년 2분기 31억 5천만유로의 적자를 기록하고, 3분기에도 계속 적자를 보는 와중에 도이체 방크의 라이벌인 독일 코메르츠방크와 합병까지 논의되었다. 그러나 합병은 무산되고 11월에 전직원 숫자의 20%에 달하는 1만 8천명의 해고 등의 구조조정을 발표했다. 이에 파산설까지 나돌았다. 도이체 방크는 50억달러의 신흥국 증권자산을 미국 굴지의 투자은행 골드만삭스에 매각했고 글로벌 주식매매, 트레이딩에서 철수하는 등 투자은행 부문을 집중적으로 감축하기로 했다.
그리고 도이체 방크는 미국 45대 대통령 도널드 트럼프가 부동산 사업가이던 시절에 3억 6천만달러를 빌린 채권은행으로 지목되어, 트럼프의 납세자료 등의 제출을 요청받는 등 미국 내 법정다툼에 휘말리기도 하였다.

## 한국에서의 활동[5]
도이체 방크는 1978년 한국에 처음 진출 하였으며, 현재 350명의 전문가들이 3개의 사무소에서 근무하고 있다.

### Corporate Banking & Securities
CB&S 부문은 시장(Markets) 사업부 및 기업금융(Corporate Finance) 사업부로 이루어져 있다. 시장(Markets) 사업부는 채권, 주식, 주식 연계 상품, 장내 및 장외 파생상품, 외환, 단기금융상품, 증권화 상품 및 상품선물 등 다양한 금융 상품의 판매, 거래 및 구조화를 담당한다. 기업금융(Corporate Finance) 사업부는 대기업 및 중소기업의 M&A자문, 채권 및 주식 발행, 그리고 자본 조달을 담당한다. 지역 및 산업별로 특화된 팀이 고객이 필요로 하는 모든 상품과 서비스를 제공한다.

### Global Transaction Banking
글로벌 트랜잭션 뱅킹 부문은 기업 고객 및 금융 기관에게 국내 및 국가간 결제, 현금유동성관리, 리스크 관리, 국제 무역금융 등 포괄적이고 전형적인 은행상품 및 서비스를 제공한다. 또한 신탁, 대행, 예탁, 수탁 및 관련 서비스도 제공한다.

### Asset & Wealth Management
AWM 부문은 자산운용(Asset Management) 사업부와 자산관리(Private Wealth Management) 사업부로 나뉘어 있다. 자산관리(Private Wealth Management) 사업부는 전세계의 부유층 개인을 상대로 금융서비스를 제공하고 있으며, 자산운용(Asset Management) 사업부는 전세계 개인 및 기관 투자자에게 투자 서비스를 제공하고 있다. 자산운용(Asset Management) 사업부는 4개의 분야로 구성되는데, 소매고객에 대한 서비스는 DWS Investment를 통해, 연기금 및 국부펀드와 같은 기관투자자에 대한 서비스는 DB Advisors를 통해, 보험자금의 일임투자 서비스는 Deutsche Insurance Asset Management를 통해, 그리고 부동산 및 대안투자 관련 서비스는 RREEF Alternatives를 통해 이루어지고 있다.

### 사업장
도이체 방크에서 운영하고 있는 대한민국 내 사업장 위치는 다음과 같다.
- 도이체 방크 AG, 서울 지점: 서울특별시 종로구 청계천로 41 110-752 영풍 빌딩
- 한국 도이치 증권: 서울특별시 종로구 청계천로 41 110-752 영풍 빌딩
- 도이치자산운용: 서울특별시 종로구 청계천로 41 110-752 영풍 빌딩

## 스포츠 스폰서십
- PGA 투어 도이치뱅크 챔피언십
- 아인트라흐트 프랑크푸르트[6]